# Роковые письма
«Роковые письма» (англ. Red Letters) — триллер режиссёра Брэдли Бэттерсби.

## Сюжет
Профессор литературы, специалист по творчеству Натаниэля Готорна, Деннис Бёрк после ложного обвинения со стороны студентки в сексуальных домогательствах вынужден поменять место работы. На своей новой квартире он обнаруживает письма, адресованные прежнему жильцу. По случайности вскрыв одно из них, он начинает их читать. Женщина по имении Лидия, их автор, пишет о подробностях своей жизни, о первом сексуальном опыте в 13 лет, о том, что она родилась в Германии. Деннис, заинтересовавшись её личностью, предлагает ей переписку, а затем приезжает на свидание в тюрьму, где Лидия отбывает 30-летний срок за убийство жены своего любовника Джорджа Кесслера.
Лидии удаётся бежать из тюрьмы с помощью своей сестры Шерил, которая соблазнила сослуживца Бёрка — преподавателя информатики Тёрстона Кларка, подключившегося к компьютеру тюрьмы. Она прячется в квартире Бёрка, за которым начинает следить полиция. Лидия убеждает Бёрка в своей невиновности и просит помочь ей собрать доказательства против её бывшего любовника, которого она считает настоящим убийцей его жены. Небольшую помощь Бёрку оказывает дочь декана Гретчен, которая добивается его внимания. Однако над Бёрком нависает угроза увольнения, так как отец Гретчен решил, что его дочь и Бёрка связывают более близкие отношения.
Бёрк вместе с Лидией проникают в дом Кесслера, чтобы найти пистолет, из которого тот застрелил свою жену. Кесслер и его телохранитель оказывают сопротивление, и Бёрку с Лидией приходится бежать. Полиция начинает их поиск, так как Кесслер обвинил их в нападении. Однако Бёрку с помощью Тёрстона удаётся найти свидетелей, подтверждающих невиновность Лидии. Кесслера заключают под арест, а Лидия получает свободу. В финале Бёрк находит прощальное письмо Лидии, но затем вновь встречает её в своей квартире.

## В ролях
| Актёр           | Роль              |
| --------------- | ----------------- |
| Питер Койоти    | Деннис Бёрк       |
| Настасья Кински | Лидия Дэвис       |
| Файруза Балк    | Гретхен Ван Бурен |
| Джереми Пивен   | Тёрстон Кларк     |
| Эрни Хадсон     | детектив Глен Тил |
| Пол Глисон      | Дин Ван Бурен     |
| Хизер Элерс     | Карен Кларк       |
| Стив Монро      | студент Шминик    |
| Удо Кир         | Джордж Кесслер    |
| Лейла Робертс   | Шерил Руссо       |

## Критика
Картина не привлекла большого внимания критиков, в немногочисленных рецензиях на интернет-сайтах даются преимущественно негативные оценки. Сайт Filmcritic.com назвал фильм «запутанным и просто глупым», выставив 1,5 из 5 баллов. Обозреватель сайта Apolloguide.com писал, что «Роковые письма» имеет «безвкусное начало», «несколько бесцельно введённых в сюжет персонажей» и «нелепую концовку» Reelfilm.com оценил фильм как «в целом развлекательный».
Релиз фильма в США состоялся в июне 2000 года, в Южной Корее — в ноябре 2000 года. Впоследствии «Роковые письма» вышли на DVD, а также демонстрировались на кабельном телевидении ряда стран. В России вышел на VHS в марте 2001 года.